# Hum Košnički
Hum Košnički falu Horvátországban Krapina-Zagorje megyében. Közigazgatásilag Desinićhez tartozik.

## Fekvése
Krapinától 18 km-re nyugatra, községközpontjától 3 km-re északnyugatra a Horvát Zagorje északnyugati részén fekszik.

## Története
A településnek 1857-ben 183, 1910-ben 280 lakosa volt. Trianonig Varasd vármegye Pregradai járásához tartozott. A településnek 2001-ben 105 lakosa volt.

## Nevezetességei
Szent Mária Magdolna tiszteletére szentelt kápolnája a 17. században épült. A nyugat-keleti tájolású, egyhajós kápolna Nagytábor várával szemben, egy dombon található. Az alapelrendezést egy hajó és egy szűkebb, sokszögű szentély, amelyet félköríves diadalív választ el egymástól. Nyugaton a kórus, északon pedig a szentély mellett egy trapéz alaprajzú sekrestye található. A szentély hátsó falát fülkék tagolják, amelyek között a 18. vagy a 19. század elejéről származó, Szent Videt és Szent Antalt ábrázoló falfestmény maradványai találhatók. A kápolnát az építés különböző fázisainak látható elemei, a jellegzetes díszítésű külső és a hatalmas harangtorony teszi figyelemre méltóvá.

## Külső hivatkozások
Desinić község hivatalos oldala